# Дерек Бартън
 Сър Дерек Харолд Ричард Бартън (на английски: Derek Harold Richard Barton) е английски органичен химик и лауреат на Нобелова награда за химия от 1969 г.

## Ранен живот и образование
Бартън е роден в Грейвсенд, Кент, на 8 септември 1918 г. Той е син на Уилям Томас и Мод Хенриета Бартън. От 1926 до 1929 г. учи в средно училище в Грейвсенд, а от 1929 до 1932 г. учи в Кралското училище в Рочестър. В периода 1932 – 1935 г. учи в Тънбридж, а от 1937 до 1939 г. в техническия колеж в Медуей. През 1938 г. се записва в Имперския колеж в Лондон, който завършва през 1940 г. През 1942 г. пак там защитава докторска степен по органична химия.

## Научна кариера
От 1942 до 1944 г. Бартън служи като правителствен химик изследовател, като от 1944 до 1945 г. работи за кибритената компания „Albright and Wilson“ в Бирмингам. След това става помощник-лектор в департамента по химия към Имперския колеж, а от 1946 до 1949 г. води изследователска дейност за компанията Imperial Chemical Industries.
През 1949 г. и 1950 г. е гост-лектор по химия в Харвардския университет, след което през 1953 г. е назначен за професор в лондонския университет Биркбек. През 1955 г. става почетен професор по химия в Глазгоуския университет, а през 1957 г. е назначен за професор по органична химия в Имперския колеж в Лондон. През 1950 г. Бартън доказва, че на органичните молекули може да се зададе определена конформация, според резултатите, получени от химиците, като в случая използва тези на Од Хасъл. Използвайки нововъведената си техника (конформационен анализ), той по-късно определя геометрията на много други молекули на естествени продукти. През 1969 г. Бартън споделя Нобелова награда за химия с Од Хасъл за „приноса им към разработването на концепцията на конформацията и приложението ѝ в химията“.
През 1958 г. Бартън е назначен за гост-преподавател в Масачузетския технологичен институт, а през 1959 г. е гост-преподавател и в университети в Илинойс и Уисконсин. През 1960 г. е назначен за гост-преподавател в Калифорнийския университет, Бъркли. В същата година е избран за чуждестранен почетен член на Американската академия на изкуствата и науките. През 1966 г. е избран за чуждестранен член на Германската академия на науките Леополдина.
През 1949 г. Бартън става първият учен, удостоен с медала и наградата Кордей-Морган, връчвана от Кралското химично дружество. През 1954 г. е избран за член на Кралското дружество, а от 1956 г. е член и на Единбургското кралско научно дружество. През 1965 г. е назначен за член на Съвета за научна политика. През 1972 г. е посветен в рицарство. През 1978 г. става директор на Института по химия за естествени вещества (Institut de chimie des substances naturelles) във Франция.
През 1977 г., по случай 100-годишнината на Кралския институт по химия, Британската пощенска служба удостоява него и още 5 британски нобелови лауреата по химия със серия от 4 пощенски марки, включващи мотиви от техните открития.
През 1986 г. е назначен за професор в Тексаския университет A&M и работи на тази позиция в продължение на 12 години до смъртта си.
Освен с работата си по конформацията, неговото име се свързва и с редица реакции в органичната химия: реакция на Бартън, Бартънова декарбоксилация и деоксигенация на Бартън-Маккомби.

## Личен живот
Дерек Бартън се жени общо три пъти: през 1944, 1969 и 1993 г. Умира от сърдечен удар на 16 март 1998 г. в Колидж Стейшън, Тексас.